# Phapitreron amethystinus
Phapitreron amethystinus là một loài chim trong họ Columbidae.